# Vila Nova de São Pedro
Vila Nova de São Pedro és una  freguesia  portuguesa del  concelho de Azambuja, amb 14,38 km² de superfície i 725 habitants (2001). Amb una densitat de població de 50,4 hab/km².
Té un important jaciment arqueològic de l'edat del coure anomenat Castro de Vila Nova de São Pedro